# Hej, Dunáról fúj a szél
Hej, Dunáról fúj a szél (em português: Ei, o vento sopra do Danúbio) é uma canção folclórica húngara publicada por Béla Bartók em Iregszemcse em 1907.
Versões:
| Autor                                                           | Modo                         | Composição                                   | Notas |
| --------------------------------------------------------------- | ---------------------------- | -------------------------------------------- | ----- |
| Kodály Zoltán                                                   | duas vozes                   | Bicinia Hungarica, I. füzet, 11. dal         |       |
| Bárdos Lajos                                                    | duas partes de coro infantil | Kicsinyek kórusa, II. füzet 3. dal           |       |
| Halmos László                                                   | canto, piano                 | Pianoforte II. 17. dal                       |       |
| Bartók Béla                                                     | piano                        | Improvizációk magyar parasztdalokra 4. darab | [ 2 ] |
| Petres Csaba                                                    | duas flautas                 | Tarka madár, 55. kotta                       |       |
| Ludvig József                                                   | vocais, acordes de guitarra  | A csitári hegyek alatt, 16. oldal            |       |
| Bihary Béla                                                     | canto, piano                 | A csitári hegyek alatt, 16. oldal            |       |
| Ludvig József                                                   | vocais, acordes de guitarra  | Kis kacsa fürdik…, 13. oldal                 |       |
| Sandro Friedrich, Michal Horsák; Roland Rizzo and Phill Boucher | orquestra                    | Hungary Theme                                | [ 4 ] |

## Partituras e melodia
Esta é uma versão menor. A versão principal é reservada por dois cruzamentos, caso contrário, a pontuação é a mesma.
| Hej, Dunáról fúj a szél, szegény embert mindig ér, Dunáról fúj a szél. Ha Dunáról nem fújna, ilyen hideg sem volna, Dunáról fúj a szél.                       | Hej, Dunáról fúj a szél, feküdj mellém, majd nem ér, Dunáról fúj a szél. Nem fekszem én kend mellé, úgy sem leszek a kendé, Dunáról fúj a szél.                       | Hej, Jancsika, Jancsika, mért nem nőttél nagyobbra, Dunáról fúj a szél. Nőttél volna nagyobbra, lettél volna katona, Dunáról fúj a szél.              |
| Ei, o vento sopra do Danúbio sempre vale a pena aos pobres O vento sopra do Danúbio. Se não soprasse do Danúbio, não seria tão frio O vento sopra do Danúbio. | Ei, o vento sopra do Danúbio deite-se ao meu lado O vento sopra do Danúbio. Eu não estou deitado ao lado do meu capuz eu não usarei bandana O vento sopra do Danúbio. | Ei, Jancsika, Jancsika, você não cresceu mais O vento sopra do Danúbio. Você teria crescido mais você teria sido um soldado O vento sopra do Danúbio. |

## Gravações
- «Hej Dunáról (gyerekdal, rajzfilm gyerekeknek)». YouTube. 1 de outubro de 2013. Consultado em 23 de janeiro de 2016
- «Hej, Dunáról fúj a szél». YouTube. 13 de setembro de 2012. Consultado em 23 de janeiro de 2016
- «Szilvia~NOX Hungary~Hej Dunáról fúj a szél». Rutube. 21 de dezembro de 2014. Consultado em 23 de janeiro de 2016